# Bernhard Hoetger

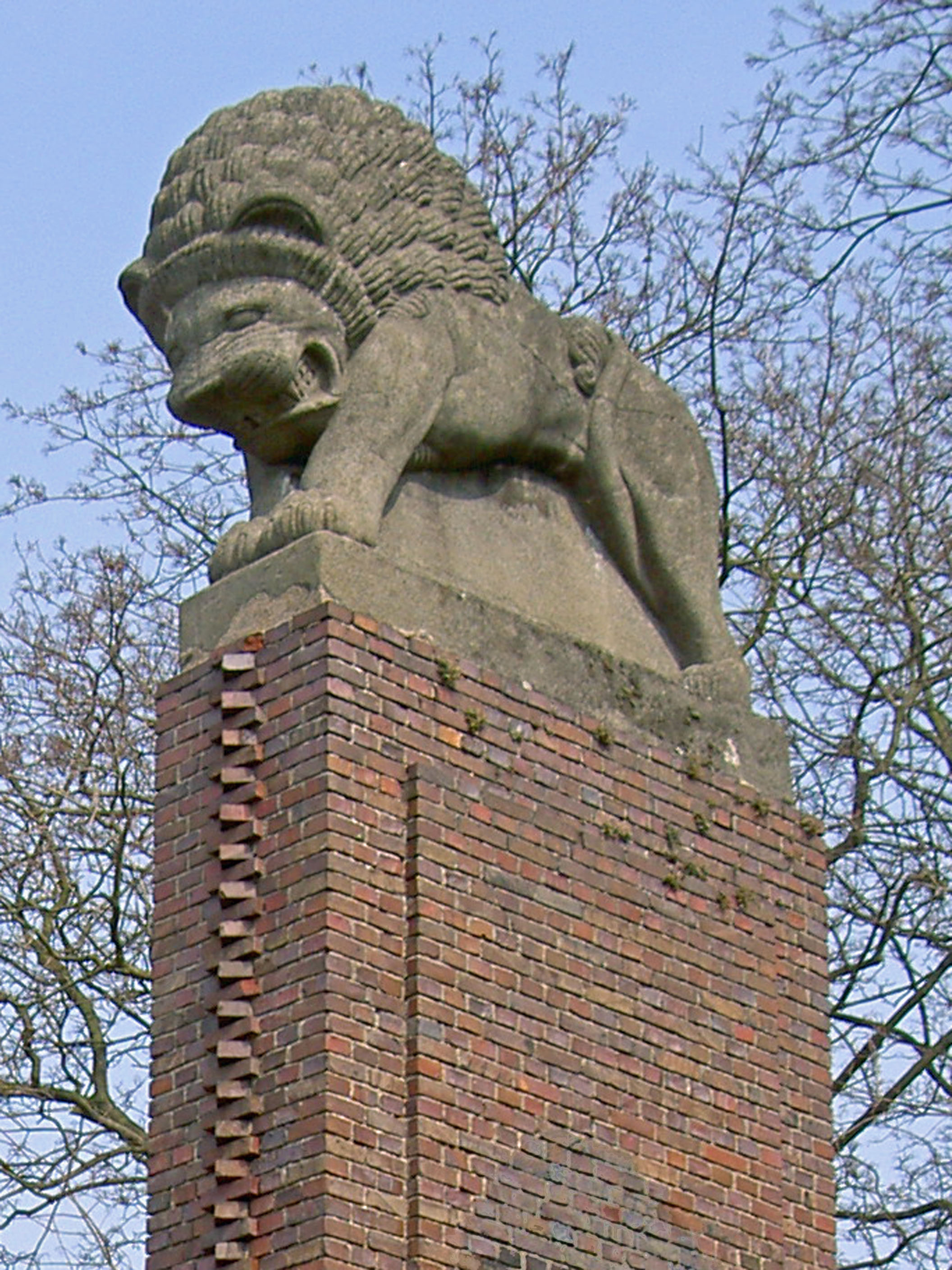
Puerta del León, Darmstadt (en colaboración con Albin Müller).

Bernhard Hoetger (Dortmund, 4 de mayo de 1874 - Interlaken, 18 de julio de 1949) fue un escultor alemán. 
Hijo de un herrero de Dortmund, estudió escultura en Detmold de 1888 a 1892, antes de dirigir un taller en Rheda-Wiedenbrück. Después de una temporada en la Academia de Artes de Düsseldorf, realizó un viaje a París, donde fue influido por Auguste Rodin, y conoció a Paula Modersohn-Becker. Más tarde se familiarizó con Antoni Gaudí. En 1911 fue llamado a la colonia artística de Darmstadt, donde permaneció por algún tiempo.
En 1914, inspirado por Modersohn-Becker, se instaló en la colonia de Worpswede. Fue aquí donde se reunió con Ludwig Roselius, con quien haría su obra maestra, la Böttcherstraße de Bremen, en un estilo expresionista. Al igual que Roselius, Hoetger simpatizaba con el ideal nazi y se convirtió en miembro del partido, aunque en 1936 Hitler lo declaró como artista degenerado. Expulsado del partido, se instaló en Suiza, donde murió en 1949. 